# Ксерофиты

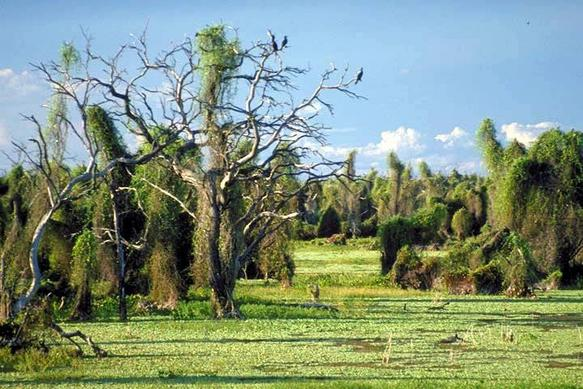
Сухой лес ксерофитов в провинции Формоса, Аргентина.

Ксерофи́ты (от др.-греч. ξερός — сухой и φυτόν — растение) — растения сухих мест обитания, способные переносить продолжительную засуху («засухоустойчивые») и воздействие высоких температур («жароустойчивые»).
Ксерофиты составляют типичную флору пустынь и полупустынь, обычны на морском побережье и в песчаных дюнах.
Такие растения разным образом адаптированы к засушливым условиям, в которых они растут. Некоторые переживают экстремальные периоды в виде семян и спор, которые после выпадения дождя могут прорастать; новые растения иногда за четыре недели успевают вырасти, зацвести и дать семена, которые будут пребывать в состоянии покоя до следующего дождливого периода; к таким растениям, к примеру, относится эшшольция калифорнийская (Eschscholzia californica).

### Ксероморфизм
Комплекс морфологических, анатомических и физиологических признаков, возникающих у растений как приспособление к засушливым условиям обитания, называется ксероморфизмом. Обычно это приспособительные механизмы, связанные с уменьшением испарения влаги: уменьшенная листовая поверхность, большое число мелких устьиц, волоски, восковой налёт. Пырей (Elytrigia) и песколюб (Ammophila) обладают обширной системой корневищ и придаточными корнями, позволяющими им добывать воду из водоносного слоя ниже песка и вегетировать даже во время сильной засухи. Ксерофиты, растущие в пустынях, обладают приспособлениями как к уменьшению потери воды, так и для её запасания: мясистые сочные листья бриофиллума (Bryophyllum), отсутствие листьев у большинства кактусов.